# L'Homme de Quito

L'Homme de Quito est un roman de Jorge Icaza publié en Équateur en 1958. C'est une des œuvres les plus traduites de cet auteur, qui figure parmi les plus importantes de son œuvre.
El Chulla est l’histoire d’un bureaucrate de Quito, qui aspire à devenir « quelqu’un » en essayant d’effacer ses racines indiennes
Luis Alfonso Romero y Flores, personnage principal du roman, est un métisse, fruit de l'union d'une indigène et de son maître, le défunt Miguel Romero y Flores, tombé en disgrâce. El Chulla a honte de ses racines indiennes, et s'accroche entre autres à son double nom de famille qui lui octroie une noblesse prétendue de sang espagnol. En jouant au maximum sur les apparences, il décroche un poste de contrôleur aux comptes. Parce-qu’il est prêt à tout pour échapper à son sort, il s’attaque au candidat à l’élection présidentielle. Mais quelle erreur ! Cela ne fera que précipiter sa chute. Il se retrouve poursuivi et trouve refuge dans les bas-fonds de la ville, auprès de ceux, Indiens et miséreux, qu’il croyait pouvoir dédaigner. C'est alors qu'il prend conscience de l’ambiguïté et de la cruauté de sa condition de Chulla.
Roman noir et émouvant, dans la mouvance de la littérature « indigéniste ».